# John Hill (E-Sportler)
John Hill ist ein US-amerikanischer E-Sportler bekannt unter dem Nick ZeRo4. In seiner Quake-Karriere gewann er unter anderem die World Cyber Games, mehrere CPL-Titel und dreimal die QuakeCon.

## Karriere
Hill spielte eine Zeit lang Doom, bis sein Vater, welcher außerdem sein größter Unterstützer ist, ihm nahelegte, Quake, den ersten Teil der Reihe, online zu spielen. Er konnte sich schnell verbessern und belegte bei der QuakeCon den ersten Platz und den dritten Platz bei der WCG Challenge 2000.
2001 gewann er erstmals die CPL und konnte auch seinen QuakeCon-Sieg wiederholen, nachdem er im Finale einen überragenden Sieg gegen den Superstar Johnathan „Fatal1ty“ Wendel errang. Außerdem belegte er bei den WCG den ersten Platz.
Nach einer Durststrecke 2002 meldete er sich im Jahr 2003 eindrucksvoll zurück; beim Electronic Sports World Cup belegte er hinter Anton „Cooller“ Singow den zweiten Platz und konnte bei der QuakeCon seinen Titel-Hattrick vollenden.
Nach diesen Turnieren wurde es ruhig um ZeRo4. Er stellte das Spielen in den Hintergrund und konzentrierte sich mehr auf das College. 2008 kam er jedoch noch einmal zurück und nahm beim ESWC in San José sowie bei den ESWC Masters in Paris teil, schied allerdings bei beiden Turnieren vorzeitig aus. Im Finale der Quakecon verlor er 2008 knapp gegen den belarussischen Newcomer Alexei "cypher" Januschewski und belegte im ersten QuakeLive-Turnier immerhin den zweiten Platz.
John Hill spielt derzeit für den deutschen Clan SK Gaming.

## Erfolge (Auszug)
- World Cyber Games Challenge: 3. Platz
- World Cyber Games 2001: 1. Platz
- QuakeCon 2000, 2001, 2003: 1. Platz
- Electronic Sports World Cup 2003: 2. Platz
- Cyberathlete Professional League 2001, 2002: 1. Platz